# Edwin Fischer
Edwin Fischer (Basilea, 6 ottobre 1886 – Zurigo, 24 gennaio 1960) è stato un pianista e direttore d'orchestra svizzero.

## Biografia

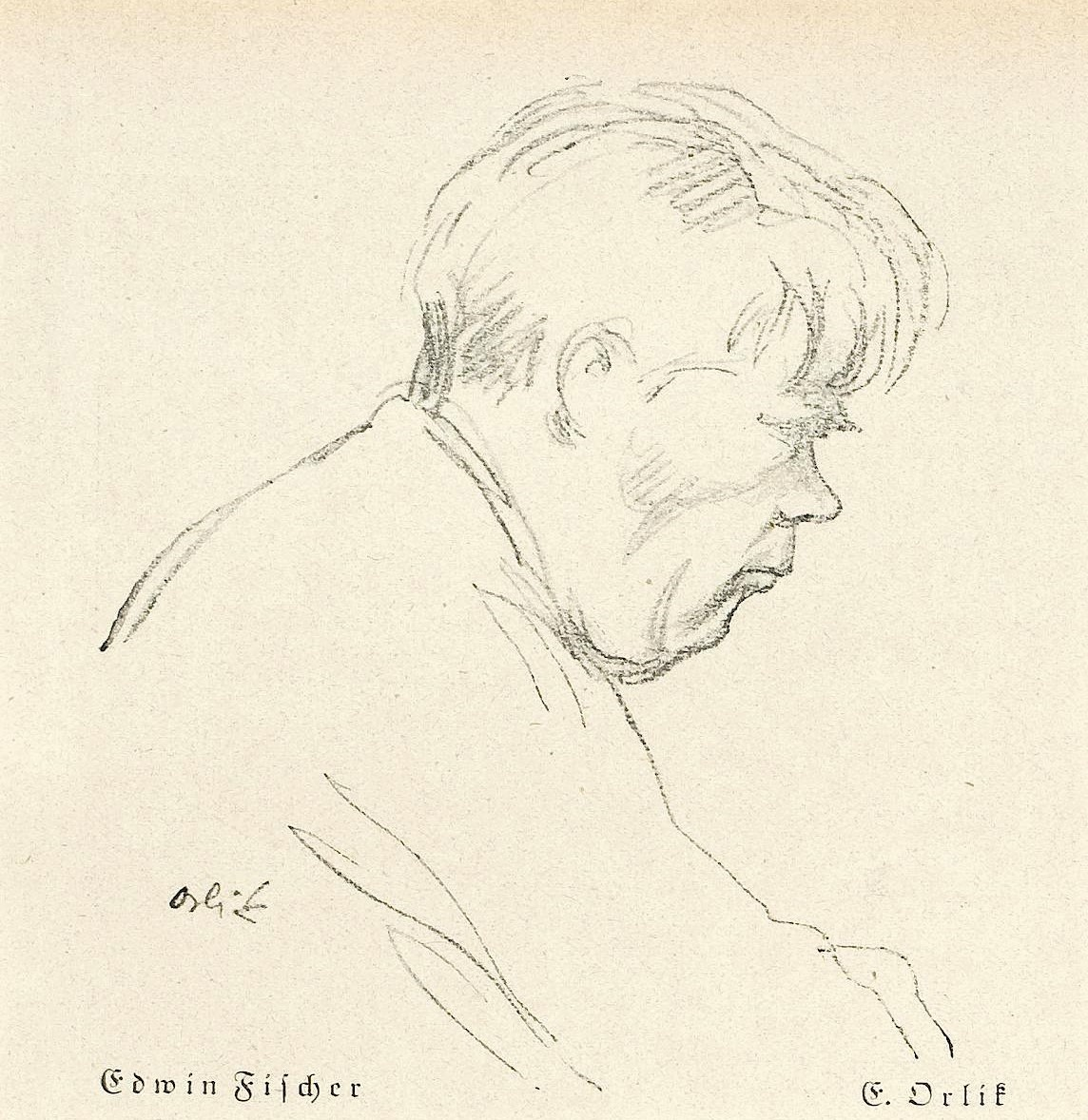
Edwin Fischer ritratto da Emil Orlik, 1929.

Dopo gli studi pianistici iniziati a Basilea con Hans Huber, divenne allievo di Martin Krause al Conservatorio Stern di Berlino, dove fu poi a sua volta insegnante per nove anni (1905-1914). 
Dal 1914 fu docente all'Istituto per stranieri di Potsdam, presso il quale la sua influenza su giovani concertisti giunti da tutte le parti del mondo fu decisiva. 
Fischer diresse una propria orchestra di musica da camera, fondata nel 1932, a Lubecca e a Monaco di Baviera, con la quale fece rivivere la pratica della direzione dalla tastiera. Tornato in Svizzera, si dedicò all'insegnamento di allievi scelti (fra questi, Alfred Brendel).

### Stile musicale

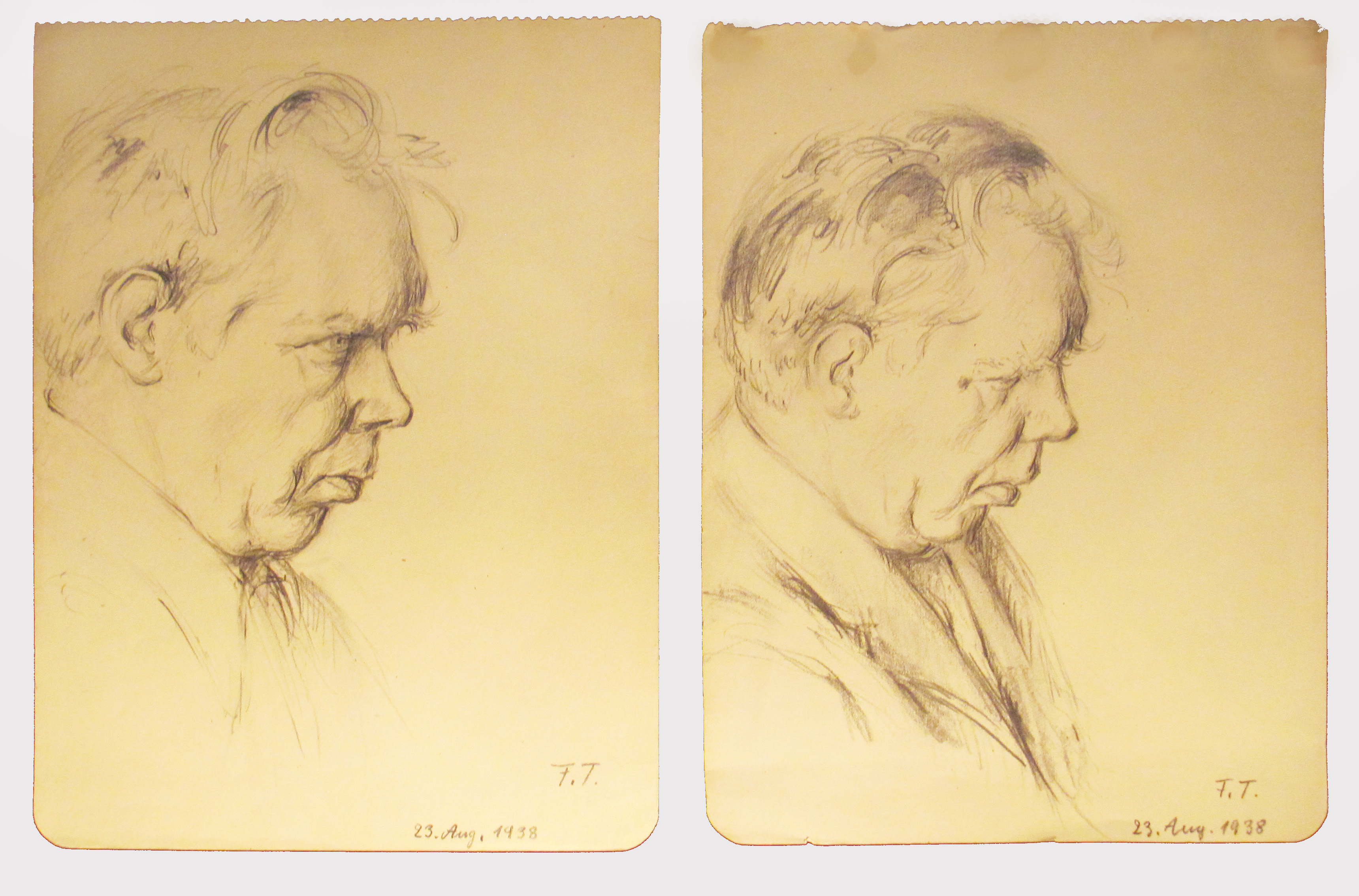
Edwin Fischer ritratto da Fritz Tennigkeit, 1938.

La fama di concertista di Fischer si affermò durante la prima guerra mondiale. Come pianista, fa parte del gruppo relativamente ristretto d'interpreti in grado di unire l'elevata tecnica a una profonda interpretazione musicale, il che lo rende un esecutore dei classici indimenticabile. La sua resa del repertorio tedesco è di spirito romantico e possiede "una forte impronta personale per uno stile stupendamente sicuro e grandioso". Ha inciso, fra l'altro, tutto Il clavicembalo ben temperato di Johann Sebastian Bach e pubblicato un saggio sullo stesso autore. Notevoli sono considerate anche le sue cadenze per i concerti di Wolfgang Amadeus Mozart.
Di lui è stato scritto dalla critica nel 1950:
Vi è qualcosa di leonino in Edwin Fischer quando esegue Bach e quando lo dirige. Per dare il segnale d'inizio all'orchestra alza le sue braccia poderose; scuote la folta criniera grigia; al pianoforte attacca la tastiera con dita forti e decise, riproducendo la musica di Bach con potente intensità.
Considerato uno dei maggiori interpreti di Mozart, Ludwig van Beethoven e Johannes Brahms, eseguì come pianista tutti i concerti di Bach e Mozart con la propria orchestra. Formò un celebre trio cameristico con il violoncellista Enrico Mainardi e il violinista Georg Kulenkampff.